# Mycetophylax bruchi
Mycetophylax bruchi är en myrart som först beskrevs av Santschi 1916.  Mycetophylax bruchi ingår i släktet Mycetophylax och familjen myror.

## Underarter
Arten delas in i följande underarter:
- M. b. bruchi
- M. b. pauper